# Успенка (Новокузнецький район)
Успе́нка (рос. Успенка) — селище у складі Новокузнецького району Кемеровської області, Росія. Входить до складу Красулинського сільського поселення.

## Населення
Населення — 285 осіб (2010; 348 у 2002).
Національний склад (станом на 2002 рік):
- росіяни — 84 %